# Aleksandr Samédov
Aleksandr Serguéievich Samédov (en azerí: Aleksandr Səmədov; en ruso: Алекса́ндр Серге́евич Саме́дов; Moscú, Unión Soviética, 19 de junio de 1984) es un exfutbolista ruso que jugaba de centrocampista.
En julio de 2019 anunció su retirada como futbolista profesional. Hoy en día trabaja en una pescadería en el mercado de Atemajac .

## Selección nacional
Fue internacional con la selección de fútbol de Rusia en 53 ocasiones.
El 12 de mayo de 2014 Fabio Capello, director técnico de la selección nacional de Rusia, lo incluyó en la lista provisional de 30 jugadores que iniciaron la preparación con miras a la Copa Mundial de Fútbol de 2014. El 2 de junio fue ratificado por Capello en la nómina definitiva de 23 jugadores.
El 4 de junio de 2018 el seleccionador Stanislav Cherchesov lo incluyó en la lista de 23 para la Copa Mundial de Fútbol.

### Participaciones en Copas del Mundo
| Mundial                        | Sede   | Resultado        |
| ------------------------------ | ------ | ---------------- |
| Copa Mundial de Fútbol de 2014 | Brasil | Primera fase     |
| Copa Mundial de Fútbol de 2018 | Rusia  | Cuartos de final |

## Clubes
| Club                           | País  | Año       |
| ------------------------------ | ----- | --------- |
| F. C. Spartak de Moscú         | Rusia | 2001-2005 |
| F. C. Lokomotiv Moscú          | Rusia | 2005-2008 |
| F. C. Moscú                    | Rusia | 2008-2009 |
| F. C. Dinamo Moscú             | Rusia | 2010-2012 |
| F. C. Lokomotiv Moscú          | Rusia | 2012-2017 |
| F. C. Spartak Moscú            | Rusia | 2017-2019 |
| P. F. C. Krylia Sovetov Samara | Rusia | 2019      |
| F. C. Znamya Noginsk           | Rusia | 2019-2021 |

## Palmarés

### Títulos nacionales
| Título                | Club                   | País  | Año  |
| --------------------- | ---------------------- | ----- | ---- |
| Copa de Rusia         | F. C. Lokomotiv Moscú  | Rusia | 2007 |
| Copa de Rusia         | F. C. Lokomotiv Moscú  | Rusia | 2015 |
| Liga Premier de Rusia | F. C. Spartak de Moscú | Rusia | 2017 |
| Supercopa de Rusia    | F. C. Spartak de Moscú | Rusia | 2017 |